# Großer Siepen
Großer Siepen ist eine Hofschaft im Stadtteil Gennebreck der Stadt Sprockhövel im Ennepe-Ruhr-Kreis, Nordrhein-Westfalen.

## Lage und Beschreibung
Großer Siepen liegt im südlichen Teil des Sprockhöveler Stadtgebiets im Ortsbereich Herzkamp in der Herzkämper Mulde. Der Ort ist über eine Zufahrt erreichbar, die bei Brink von der Landesstraße L70 abzweigt. Westlich von Großer Siepen befindet sich die Hofschaft Kleiner Siepen. Weitere Nachbarorte sind Egen, Gennebreckmühle, Sankt Moritz, Frielinghausen, Ochsenkamp und Einerfeld.
Südlich schließt sich das Waldgebiet Hilgenpütt an die Hofanlage an. Auf den restlichen Seiten ist der Hof heute weitgehend vom Golfplatz Felderbach umschlossen.
Die Wanderwege Gennebrecker Rundweg und Wuppertaler Rundweg sowie der bergbauhistorische Herzkämper-Mulde-Rundweg führen an der Hofanlage vorbei.

## Geschichte
Großer Siepen gehörte zum Besitz der Reichsabtei Werden, wird im Schatzbuch der Grafschaft Mark von 1486 urkundlich erwähnt und besaß in alten Steuerlisten eine Spitzenstellung in der Abgabenlast. Laut dem Schatzbuch der Grafschaft Mark gab in der Bauerschaft Gennebreck (In der Gendenbraken buyr) mit 17 Steuerpflichtigen ein Hanß op den Sypen 7 Goldgulden an Abgabe.
Der Hof gilt als eines der bedeutendsten ländlichen Anwesen des märkisch-bergischen Berglandes und die jeweiligen Erben zählten bis in das 18. Jahrhundert hinein zur ländlichen Führungsschicht der Region. Der Grund für diese herausragende Stellung lag in dem frühen Abbau von Steinkohle der im Sprockhöveler Raum ausstreichenden Flöze, der ab 1590 urkundlich belegt ist, aber vermutlich bereits Jahrzehnte zuvor dort von den Hofbesitzern betrieben wurde.
An dem Hof lief eine fünf Fuß mächtige Kohlebank vorbei, die mit einem Stollen am Hütter Diek angefahren wurde. Dieses Flöz wurde früher als „Hütter“ oder „Sieper Bank“ bezeichnet und wird heute als Hauptflöz geführt. Die Besitzerfamilien des Hofs Großer Siepen hatten einen großen Anteil an der Entwicklung des frühen Kohlebergbaus im Sprockhöveler Raum und betrieben mit denen des Hofs Gennebreckmühle ab 1627 die Gewerkschaft Sieper und Mühlen, die zuletzt als Herzkamper Kohlenzeche Sieper & Mühler Gruben firmierte. Ein heute an der Hofzufahrt aufgestellter Mutungsstein aus dem Jahr 1815 belegt die Bedeutung des Kohleabbaus für den Hof.
Großer Siepen gehörte bis 1807 der Gennebrecker Bauerschaft innerhalb des Hochgerichts und der Rezeptur Schwelm des Amts Wetter in der Grafschaft Mark an. Von 1807 bis 1814 war Großer Siepen aufgrund der napoleonischen Kommunalreformen im Großherzogtum Berg Teil der Landgemeinde Gennebreck innerhalb der neu gegründeten Mairie Hasslinghausen im Arrondissement Hagen, die nach dem Zusammenbruch der napoleonischen Administration nun der Bürgermeisterei Haßlinghausen (ab 1844 Amt Haßlinghausen) im Landkreis Hagen (ab 1897 Kreis Schwelm, ab 1929 Ennepe-Ruhr-Kreis) angehörte.
Großer Siepen erscheint auf der Niemeyerschen Karte, Ausgabe Spezialkarte des Bergwerkdistrikts des Distrikts Blankenstein von 1788/89, unbeschriftet mit sieben Gebäuden. Der Ort ist auf der Preußischen Uraufnahme von 1840 als „Aufm gr. Siepen“ verzeichnet. Ab der Preußischen Neuaufnahme von 1892 ist der Ort auf Messtischblättern der TK25 als „gr. Siepen“, „Großensiepen“ oder zuletzt ab der Ausgabe 1983 als „Großer Siepen“ verzeichnet.
1818 und 1822 lebten zwölf Menschen im als „Bauernhof“ kategorisierten Ort. Laut der Ortschafts- und Entfernungs-Tabelle des Regierungs-Bezirks Arnsberg von 1839 besaß der Ort zwei Wohnhäuser und zwei landwirtschaftliche Gebäude. Zu dieser Zeit lebten 25 Einwohner im Ort, allesamt evangelischer Konfession.
Die Gemeinde- und Gutbezirksstatistik der Provinz Westfalen führt 1871 Kleiner und Großer Siepen als „Colonie Siepen“ mit 14 Wohnhäusern und 137 Einwohnern auf. Das Gemeindelexikon für die Provinz Westfalen gibt 1885 für Großer Siepen eine Zahl von 22 Einwohnern an, die in drei Wohnhäusern lebten. 1895 besitzt der Ort drei Wohnhäuser mit 27 Einwohnern, 1905 zählt der Gut Großensiepen drei Wohnhäuser und 15 Einwohner.
Am 1. Januar 1970 wurde das Amt Haßlinghausen aufgelöst und die amtsangehörige Landgemeinde Gennebreck mit Großer Siepen in die Stadt Sprockhövel eingemeindet.

## Denkmalschutz
Mehrere Gebäude der Hofanlage stehen heute unter Baudenkmalschutz. Leider fiel das prächtige Hauptgebäude mit einem hohen, zweifach vorkragenden, reich geschmückten Fachwerkgiebel einem Brand 1913 zum Opfer. Das älteste und eindrucksvollste erhaltene Nebengebäude ist ein Speicherbackhaus („Garnkasten“ genannter Speicher von 1501 mit später angefügtem Backofen). Markant ist sein hoher Turm mit Schopfwalmdach auf hohem Bruchsteinsockel. Unverkennbar diente er früher als Wehrturm der Verteidigung. Ehemals war er von drei Seiten durch den Dorfweiher von Wasser umschlossen und mit Schießscharten ausgestattet. Das zweitälteste Nebengebäude ist die quertennige Fachwerkscheune (1507), die als die älteste Fachwerkscheune Westfalens gilt. Der Haferkasten („Kornkasten“ mit später angefügtem weiterem Speicher) gehört zu den wenigen Beispielen, die noch am originalen Standort erhalten geblieben sind und stammt aus dem Jahr 1597, wie die Inschrift über der alten Eichentür belegt: „DER HERR BEWAR DEINEM AVSZ GANCK VNDT IN GANCK VAN NV BIS IN EWIGKEIDT ANNO 1597.“ Östlich steht das Altenteiler-Fachwerkwohnhaus (1695) und westlich das „Bleich(er)haus“ aus dem 19. Jahrhundert. Letzteres steht nicht unter Denkmalschutz und zeigt sich modernisiert.

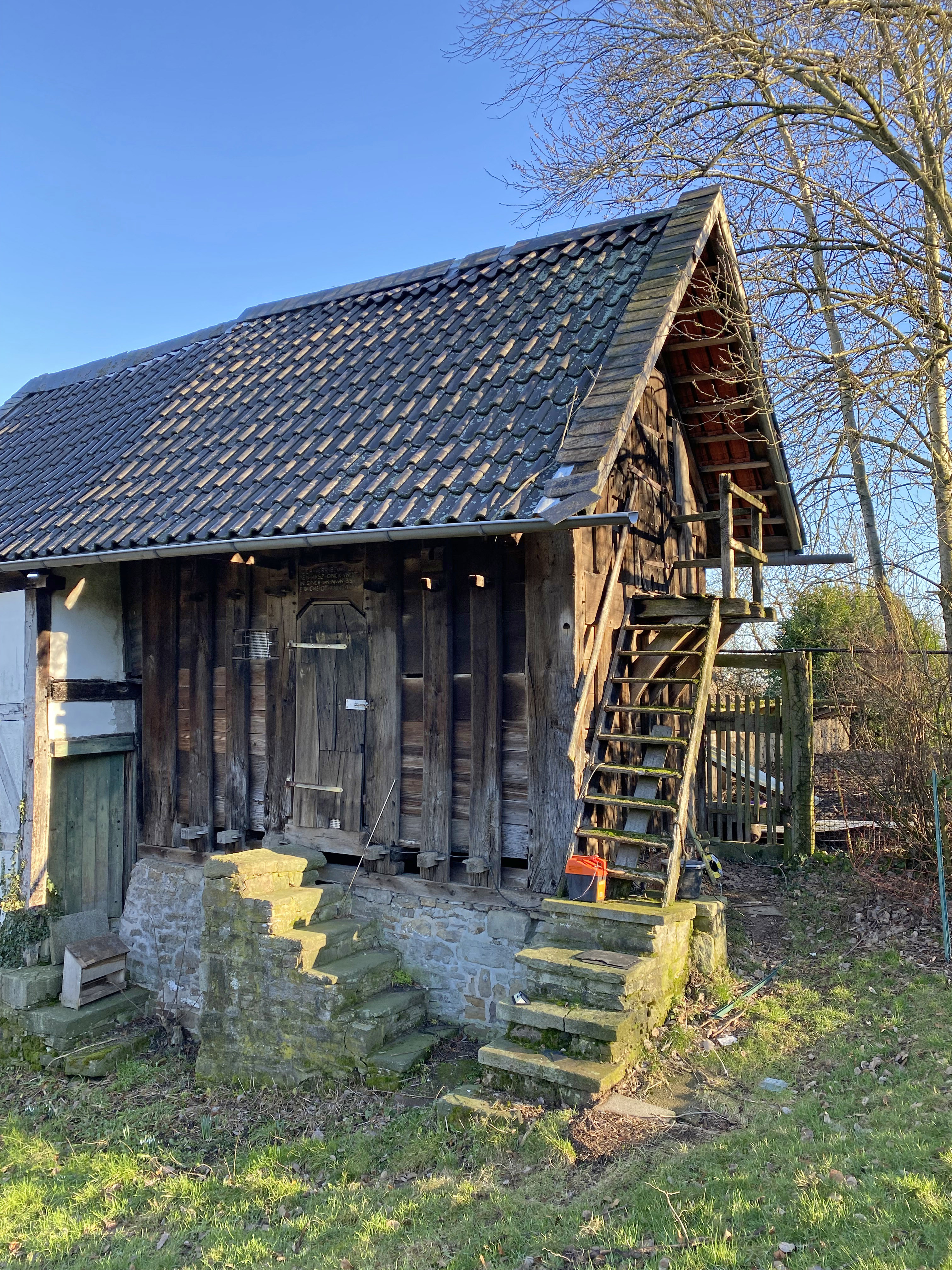
Kornkasten (1597)
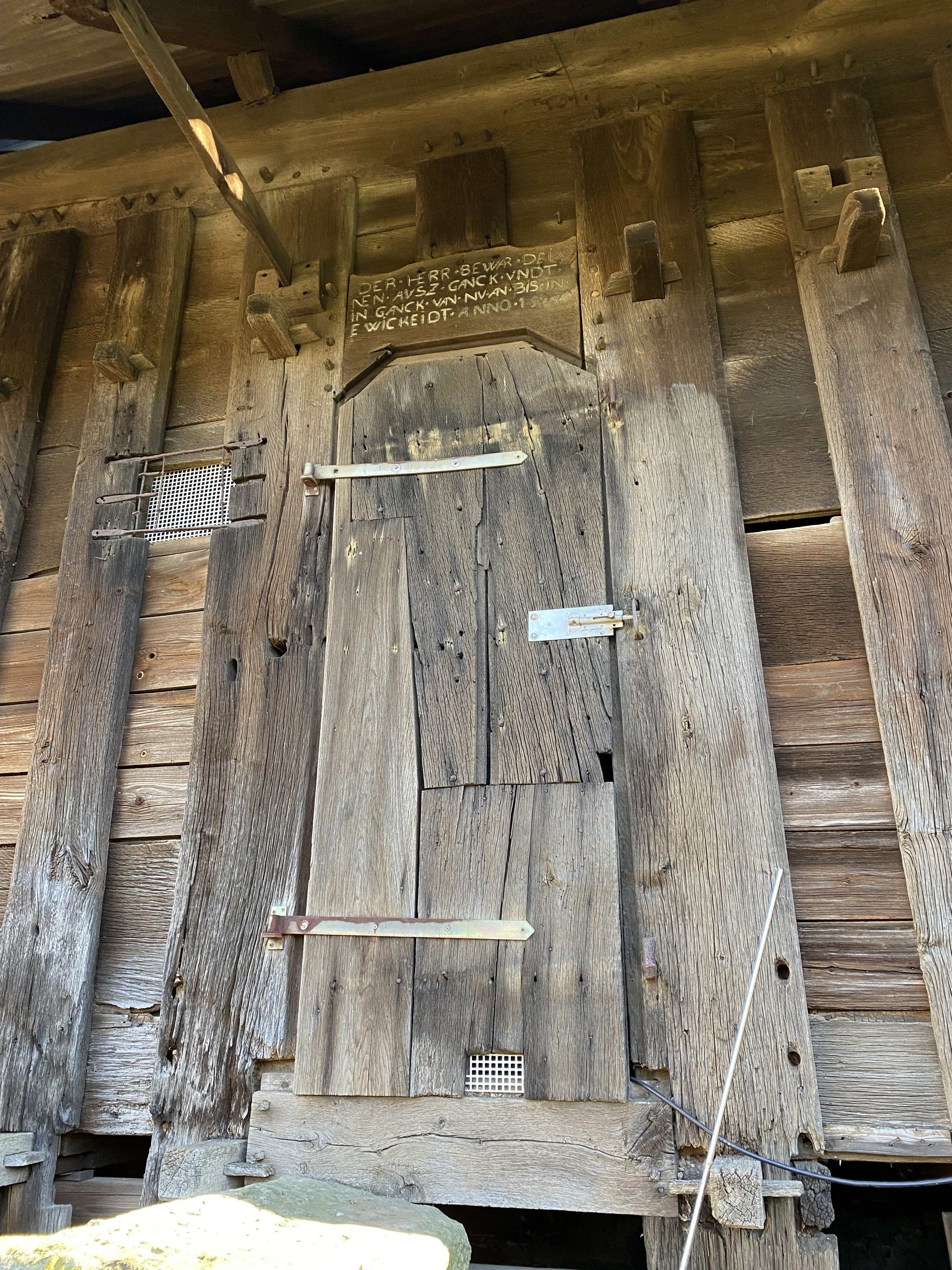
Kornkastentür mit Inschrift
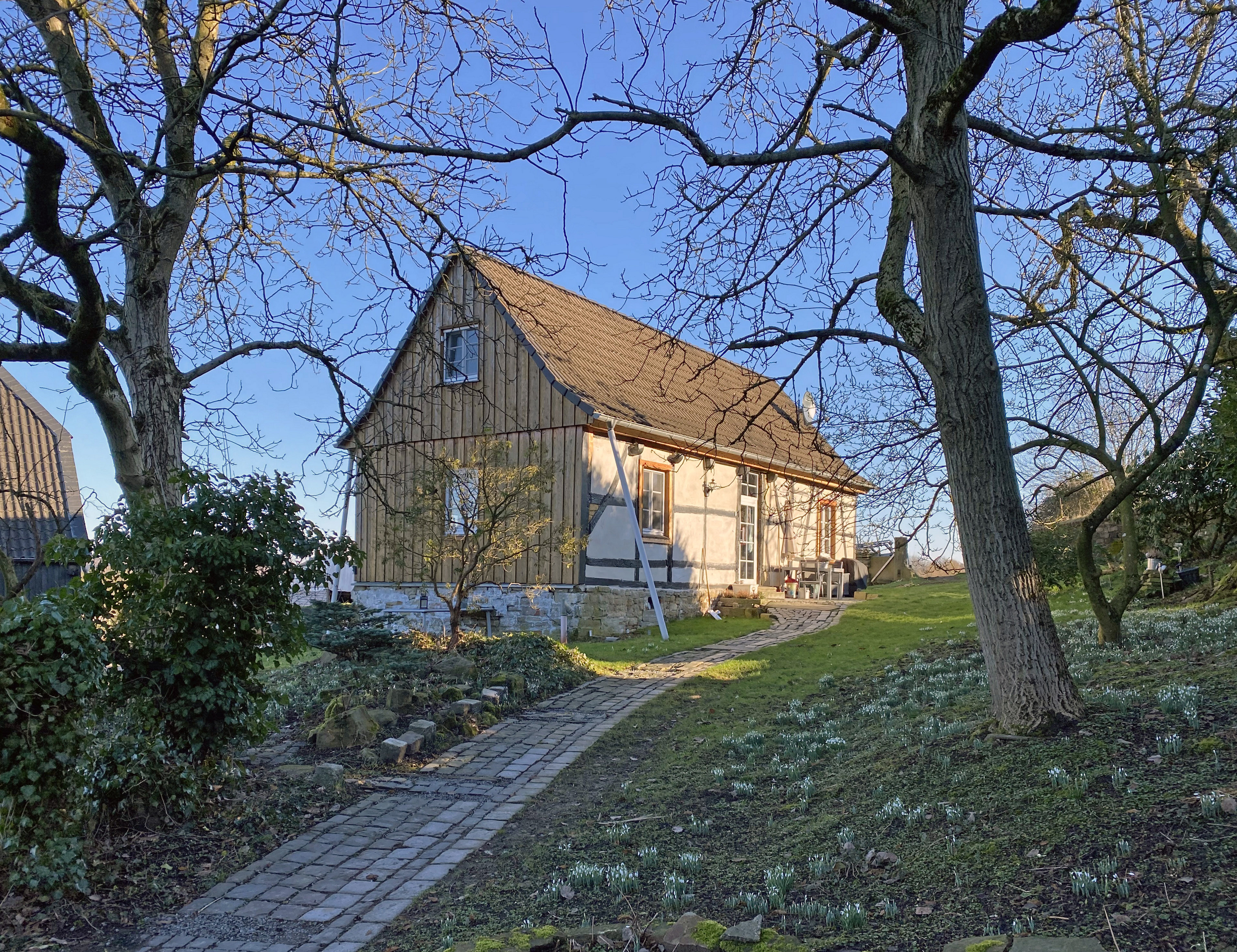
Altenteilerhaus (1695)
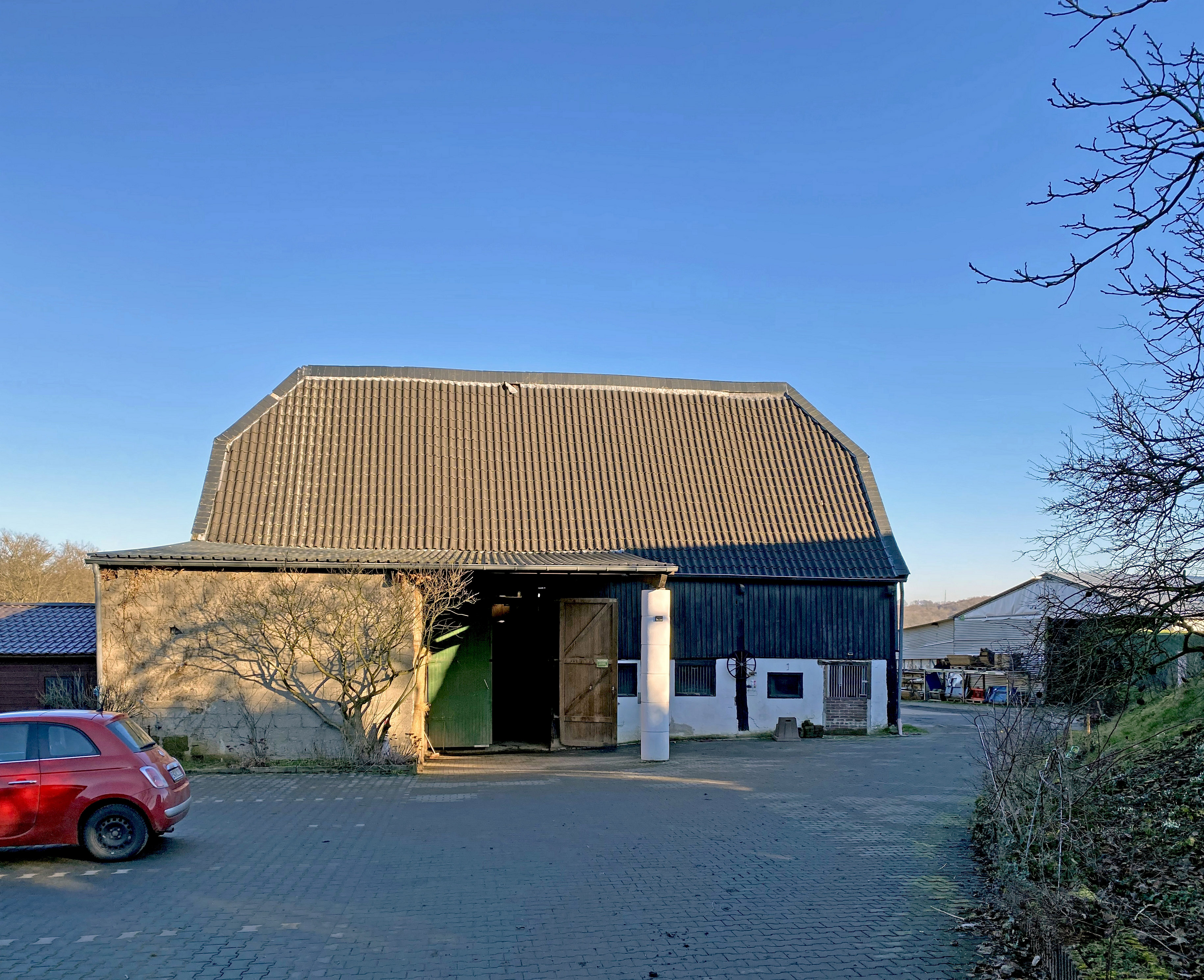
Verborgen unter neuzeitlicher Bekleidung: Die älteste Fachwerkscheune Westfalens
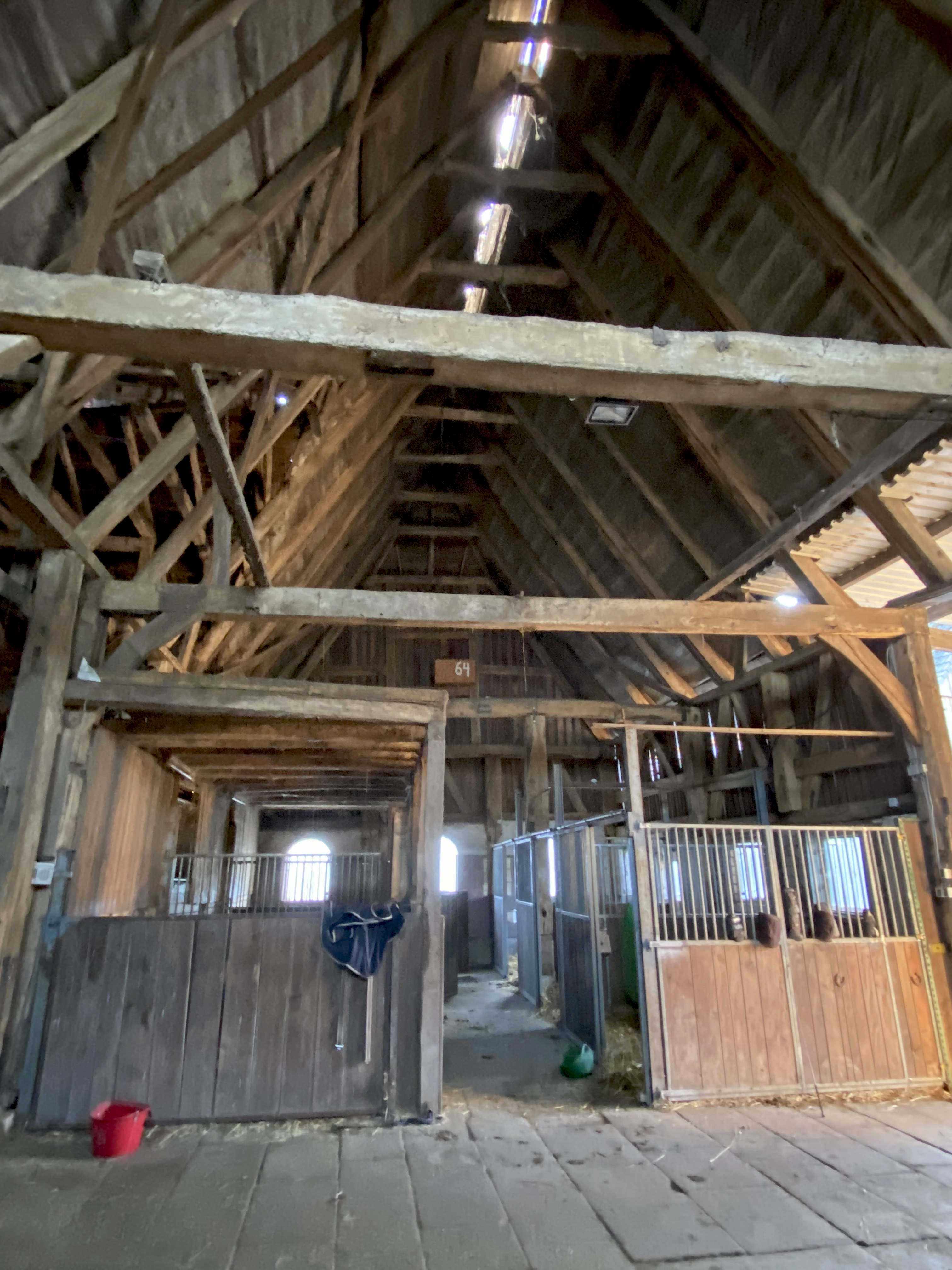
Fachwerkscheune (1507)